# Ady Fidelin
Casimir Joseph Adrienne (Ady) Fidelin (Pointe-à-Pitre (Guadeloupe), 4 maart 1915 – Lagrave (Tarn), 5 februari 2004) was een Frans fotomodel en danseres.

## Levensloop
Ady Fidelin werd geboren in Guadeloupe in een welgestelde creoolse familie als een van de zes kinderen van Maxime Louis en Mathilde Fidelin. Haar vader werkte voor de Banque des Antilles françaises. Haar moeder stierf in de zware orkaan die Pointe-à-Pitre in september 1928 geselde en haar vader stief twee jaar later. Na de dood van haar ouders verhuisde Fidelin in het begin van de jaren 1930 naar Frankrijk en trok er in bij een oudere zus. Ze kwam aan de kost als danseres.
Ze maakte in 1934 in Parijs kennis met de Amerikaanse fotograaf Man Ray en werd een van zijn favoriete modellen. Man Ray maakte honderden foto's van haar, waarin ze vaak topless werd geportretteerd. Ze werd na enige tijd ook zijn geliefde, ook al was ze 25 jaar jonger. Fidelin poseerde ook regelmatig voor de vrienden van Man Ray, zoals Roland Penrose, Lee Miller, Eileen Agar en Wols (Alfred Otto Wolfgang Schulze). In 1937 werd ze het eerste zwarte model dat verscheen in een groot Amerikaans modeblad (Harper's Bazaar, 15 september 1937).
Toen de Joodse Man Ray in 1940 naar de Verenigde Staten uitweek, bleef Fidelin in Parijs en waakte over zijn studio, zijn werk en zijn verzameling van surrealistische en dadaïstische kunst. De twee correspondeerden met elkaar tijdens de oorlog. Maar in 1947, toen Man Ray terugkeerde naar Frankrijk, hadden beiden een nieuwe partner gevonden. Fidelin was samen met zakenman André Art, met wie ze in 1958 trouwde. Ze nam afstand van de Parijse kunstscene en verhuisde naar Albi. Daar werkte ze in een rusthuis. Fidelin kreeg te maken met financiële en gezondheidsproblemen waarvoor ze verschillende operaties onderging. Ze stierf op 88-jarige leeftijd in een verzorgingstehuis.

## Picasso
Curator Wendy A. Grossman herkende in Pablo Picasso's schilderij Femme assise sur fond jaune et rose, II (Portrait de femme) (1937) een portret van Ady Fidelin.